# Louis Pierre Louvel
Pour les articles homonymes, voir Louvel.
Louis Pierre Louvel, né le 7 octobre 1783 à Versailles et guillotiné le 7 juin 1820 à Paris, est un ouvrier sellier français. Entre le 2 janvier 1799 et le 12 avril 1808 il fait partie du bataillon principal de la Garde impériale sous le matricule 1640 . Fervent bonapartiste, il est connu pour avoir assassiné le duc de Berry dans la nuit du 13 au 14 février 1820.

## L'assassinat du duc de Berry

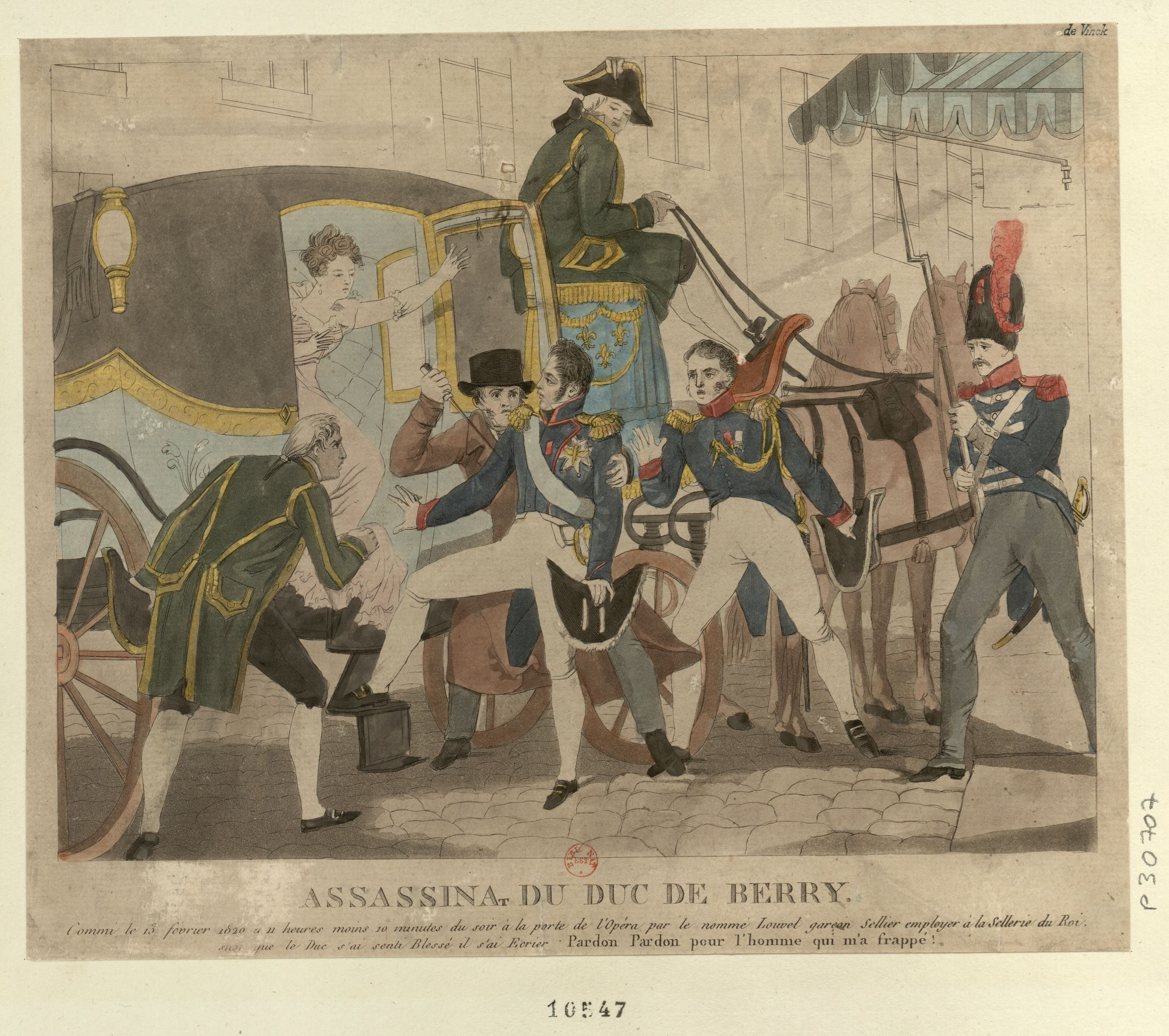
Représentation contemporaine de l'assassinat du duc de Berry par Louis Louvel.

Ce soir-là, le duc de Berry, fils cadet du comte d'Artois – futur Charles X –, se trouvait à l'Opéra de la rue de Richelieu avec son épouse. À l'entracte, venant de reconduire cette dernière à sa voiture, le prince, sans chapeau ni manteau, s'en retournait à pied vers l'entrée de l'Opéra, lorsqu'un homme, apparu « comme une flèche » devant la voiture royale, lui planta un couteau dans la poitrine. Il crut tout d'abord avoir reçu un coup de poing en pleine poitrine, mais après avoir touché celle-ci, se rendit compte que le coup de poing était en réalité un coup de poignard. Il se serait écrié alors « Ah ! C'est un poignard, je suis mort ! ».
L'agonie du duc de Berry, sous les yeux de la cour assemblée à son chevet, dura toute la nuit et marqua profondément les esprits royalistes. N'ayant pas perdu connaissance, le prince, qui d'emblée avait senti la blessure mortelle, se plaignait que la mort soit « si lente à venir », ou alternativement, demandait de manière répétée « grâce, grâce pour l'homme » qui lui avait porté le coup fatal (il fut finalement guillotiné quatre mois plus tard). Il succomba à ses blessures à 6 h 30 au matin du 14 février 1820.
Louis Pierre Louvel est guillotiné en place de Grève le 7 juin 1820. Son corps fut inhumé dans une fosse commune du cimetière des suppliciés, le cimetière de Sainte-Catherine.

## Personnalité et motivation de l'assassinat

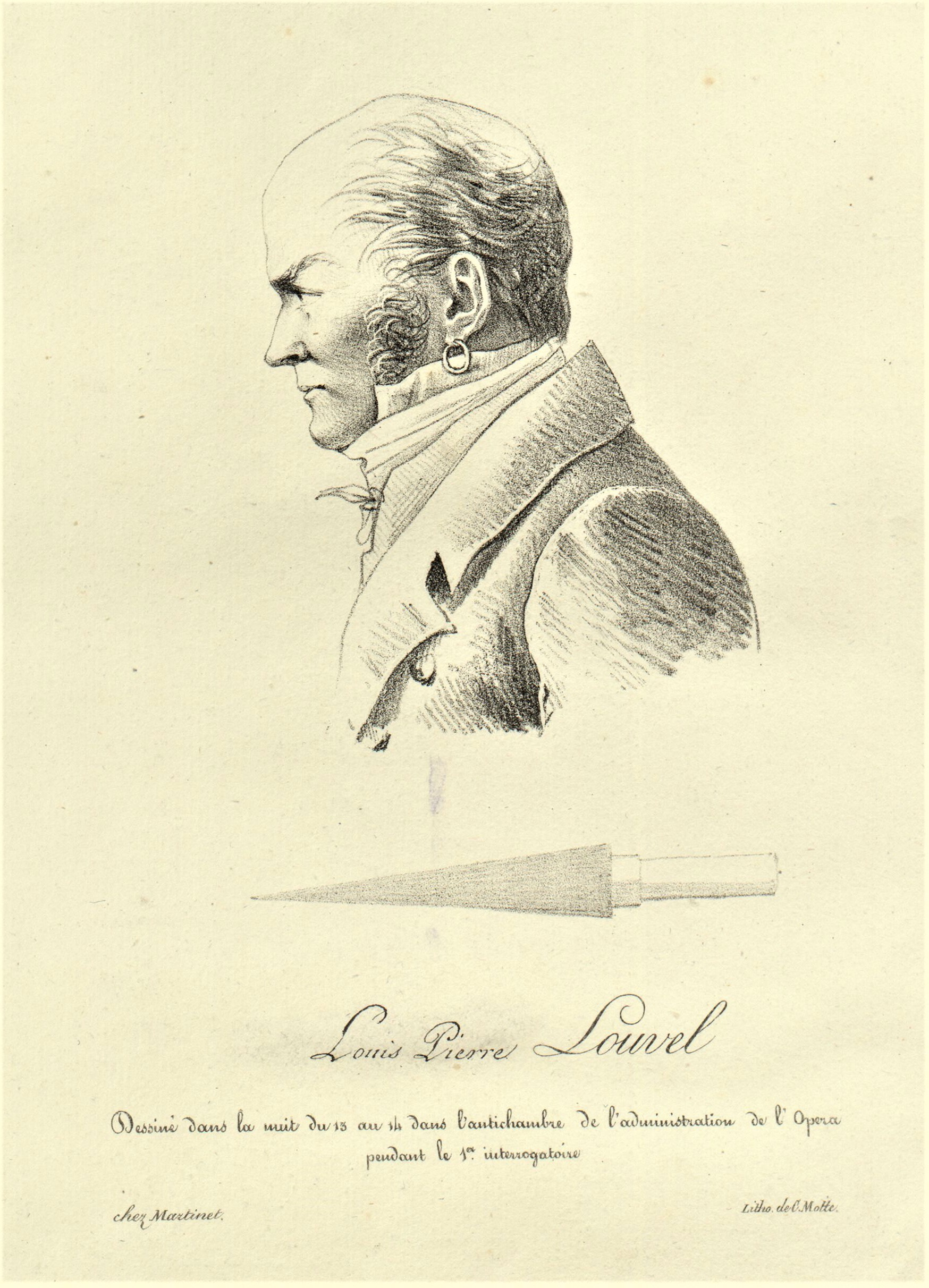
Lithographie, musée Carnavalet.

Dès son geste accompli, Louvel est arrêté ; il est interrogé la nuit même.

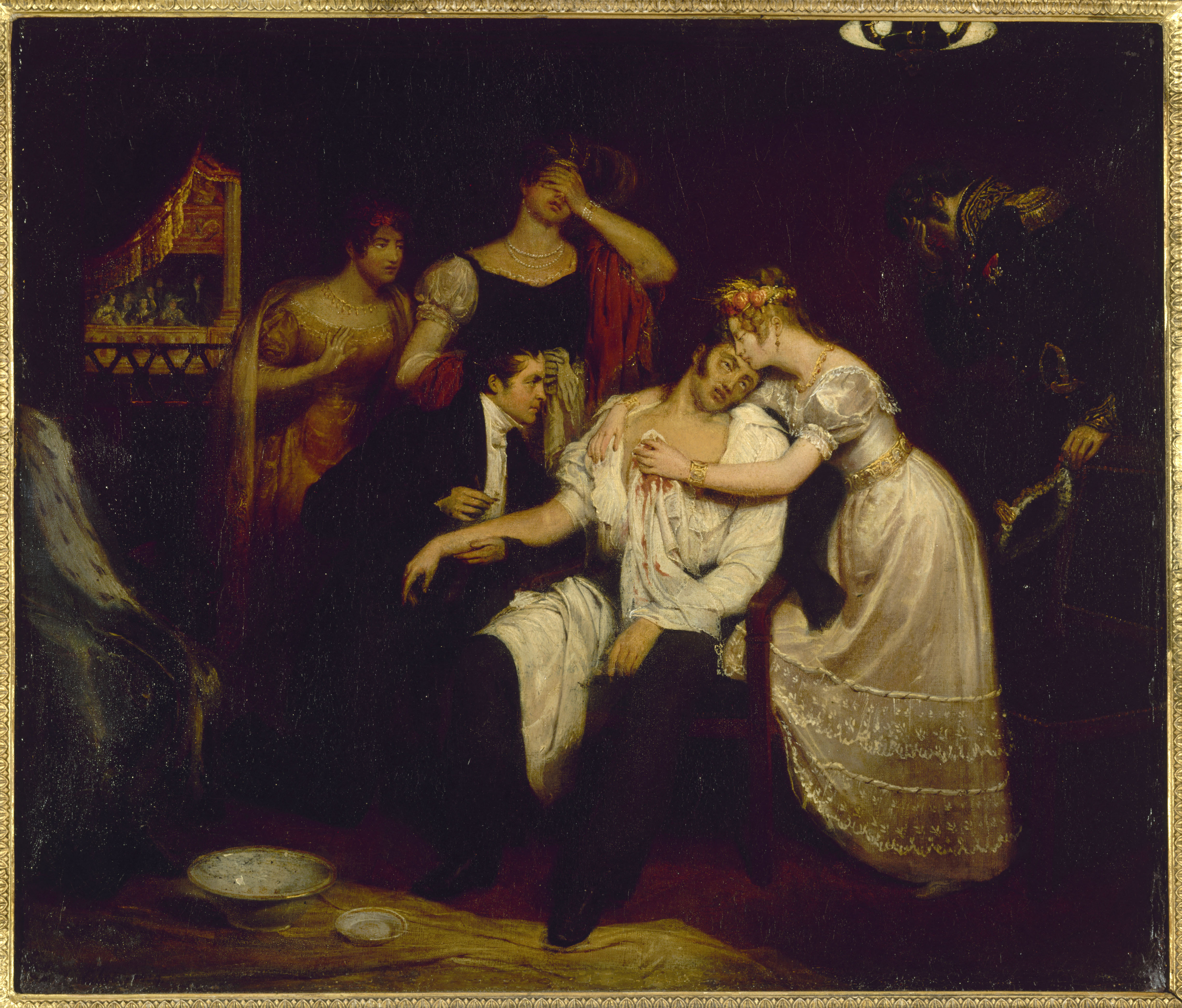
La mort du duc de Berry (Cibot).

Sans montrer beaucoup d'émotion, il déclare avoir agi seul, par conviction anti-monarchiste, dans un projet conçu et médité depuis plusieurs années. Admirateur de Bonaparte qu'il avait suivi à l'île d'Elbe, il souhaitait se venger de l'invasion étrangère. Il souligne n'avoir aucune inimitié personnelle contre sa victime, mais avoir eu pour but de « détruire la souche » des Bourbons. En effet, ni le roi régnant ni son frère n'ont alors de petit-fils (Louis XVIII n'a jamais eu d'enfant). Après les fils du comte d'Artois, les Bourbons mâles les plus proches sont les descendants du roi Philippe V d'Espagne, petit-fils du roi Louis XIV de France qui hérita du trône espagnol en 1700 et dont les descendants occupaient aussi des trônes en Italie, à savoir le roi d'Espagne, Ferdinand VII (35 ans), et ses frère et neveu les infants Charles-Marie (31 ans) et Charles-Louis (2 ans) puis viennent la maison de Bourbon-Siciles et la maison de Bourbon-Parme qui sont italiennes et sont issues des rois Charles III d'Espagne et Philippe V déjà cité, enfin viennent la Maison d'Orléans, descendant de Philippe de France, frère cadet de Louis XIV, et la Maison de Bourbon-Condé, issue d'un oncle du roi Henri IV de France. Ces deux maisons étaient restées françaises. Les droits des branches espagnole et italienne au trône de France pouvaient être contestés en raison de traités signés au siècle précédent par Philippe V d'Espagne.
Louvel révèle en outre avoir jadis effectué, dans un but semblable, le voyage jusqu'à Calais en 1814, lorsque Louis XVIII devait débarquer en France après l'abdication de Napoléon.
Il déclare alors pendant son procès : « Tout Français qui a porté un jour les armes contre sa patrie perd à jamais sa qualité de citoyen français ; les Bourbons n'ont pas le droit de rentrer en France, et surtout d'y vouloir régner. Louis XVI a été exécuté légalement et justement de l'aveu de la nation entière ; la nation serait déshonorée si elle se laissait gouverner par cette race de traîtres. »

Pour le reste, la personnalité de Louvel demeure en grande partie un mystère. Selon le récit de François-René de Chateaubriand dans ses Mémoires d'outre-tombe : 

« Louvel était un jeune homme à figure sale et chafouine, comme on en voit des milliers sur le pavé de Paris. Il tenait du roquet ; il avait l'air hargneux et solitaire. Il est probable que Louvel ne faisait partie d'aucune société ; il était d'une secte, non d'un complot ; il appartenait à l'une de ces conjurations d'idées, dont les membres se peuvent quelquefois réunir, mais agissent le plus souvent un à un, d'après leur impulsion individuelle. Son cerveau nourrissait une seule pensée, comme un cœur s'abreuve d'une seule passion. Son action était conséquente à ses principes : il avait voulu tuer la race entière d'un seul coup. »

L'ironie veut que Louvel, bien qu'ayant réussi l'assassinat qu'il projetait, ait manqué son véritable but : le 29 septembre 1820, vint au monde le duc de Bordeaux, enfant posthume du duc de Berry, aussitôt surnommé par les royalistes « l'enfant du miracle » et futur prétendant « Henri V ».
Le poignard utilisé pour l'assassinat, en fait une alêne longue de 25 centimètres, est toujours conservé aux Archives nationales.